# Phong đinh ba
Phong đinh ba (danh pháp hai phần: Acer buergerianum, phong tam giác tiếng Trung: 三角枫 san jiao feng)) là một loài thực vật trong chi Phong. Đây là loài bản địa đông Trung Hoa (từ Sơn Đông đến phía tây tận đông nam Cam Túc, phía nam đến Quảng Đông và tây nam đến Tứ Xuyên và Đài Loan. Loài này được Miq. miêu tả khoa học đầu tiên năm 1865.

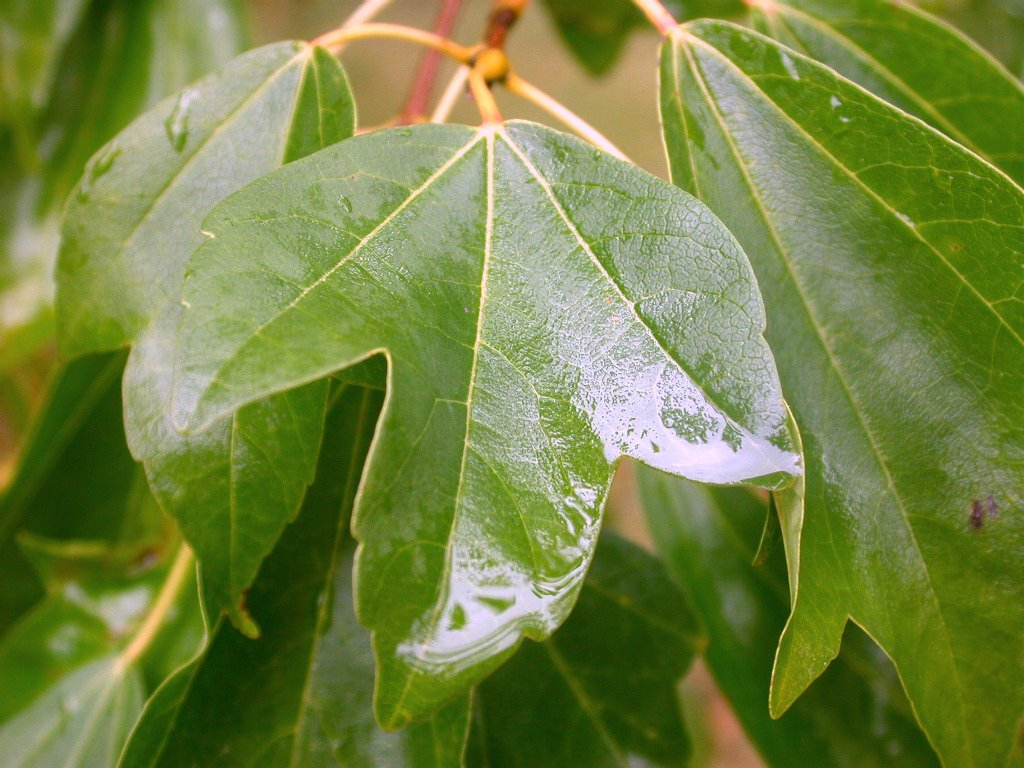
Lá

Đây là loài cây rụng lá có cỡ vừa, cao khoảng 5–20 m với đường kính thân cây lên đến 50 cm diameter. Lá cặp đối, dài 2,5–8 cm (không tính cuống lá) và rộng 3,5–6.5 cm, cứng, bóng loáng tối phía trên và nhạt hơn ở phía dưới, thường có ba thùy.
Loài này thay đổi với một số biến thể được mô tả:
- Acer buergerianum var. buergerianum. Hồ Bắc, Hồ Nam, Giang Tô, Giang Tây, Sơn Đông, Chiết Giang.
- Acer buergerianum var. jiujiangense Z.X.Yu. Giang Taay.
- Acer buergerianum var. horizontale F.P.Metcalf. Nam Chiết Giang.
- Acer buergerianum var. formosanum (Hayata ex Koidzumi) Sasaki. Đài Loan (đặc hữu).
- Acer buergerianum var. kaiscianense (Pampanini) W.P.Fang. Cam Túc, Hồ Bắc, Thiểm Tây.
- Acer buergerianum var. yentangense W.P.Fang & M.Y.Fang. Chiết Giang.

## Hình ảnh

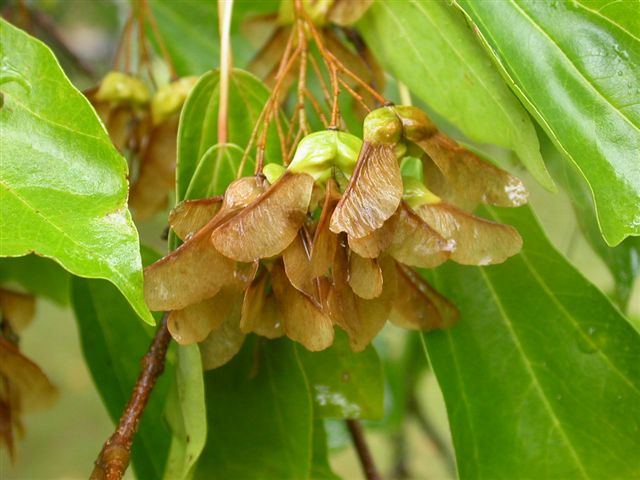
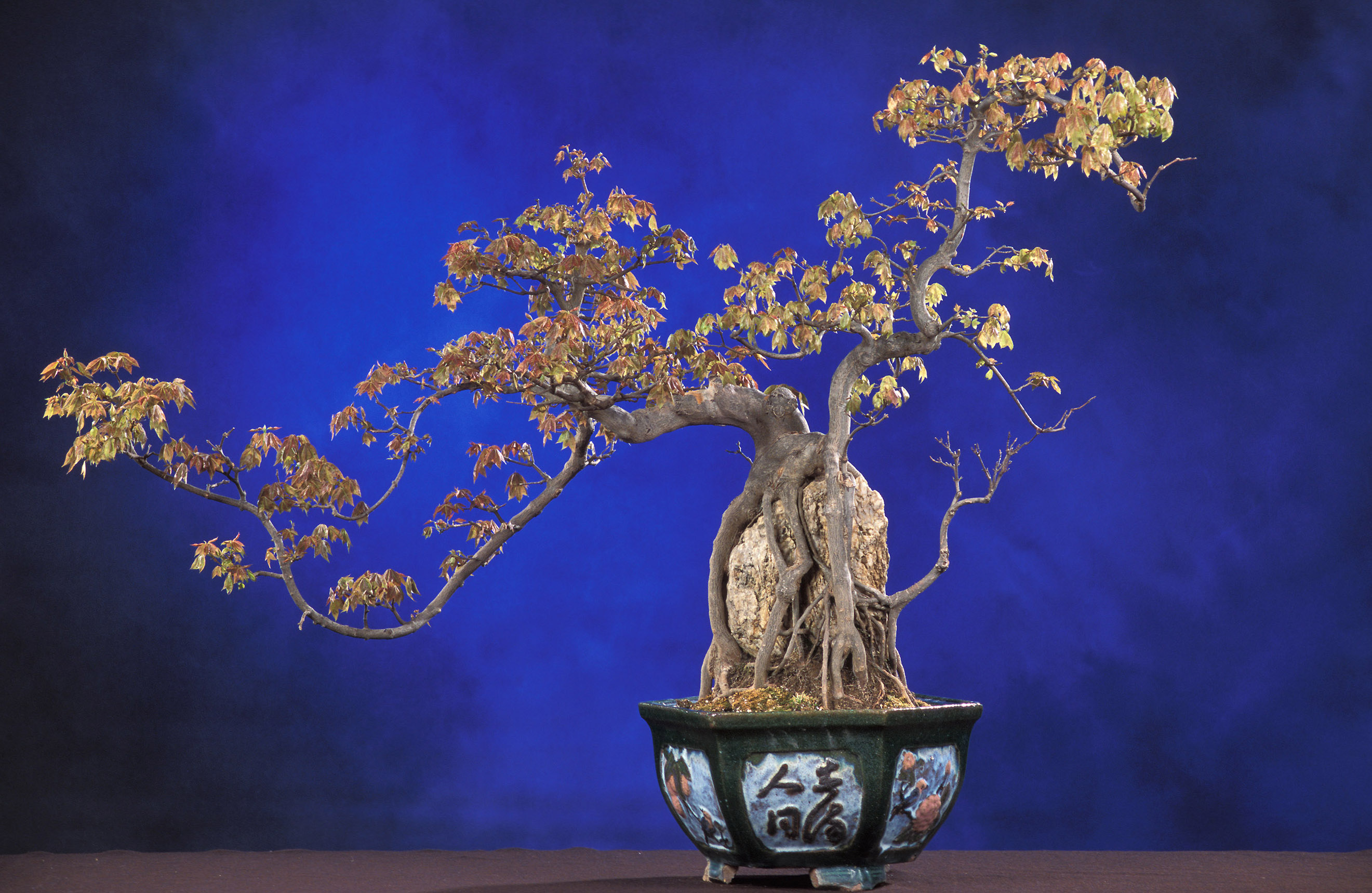
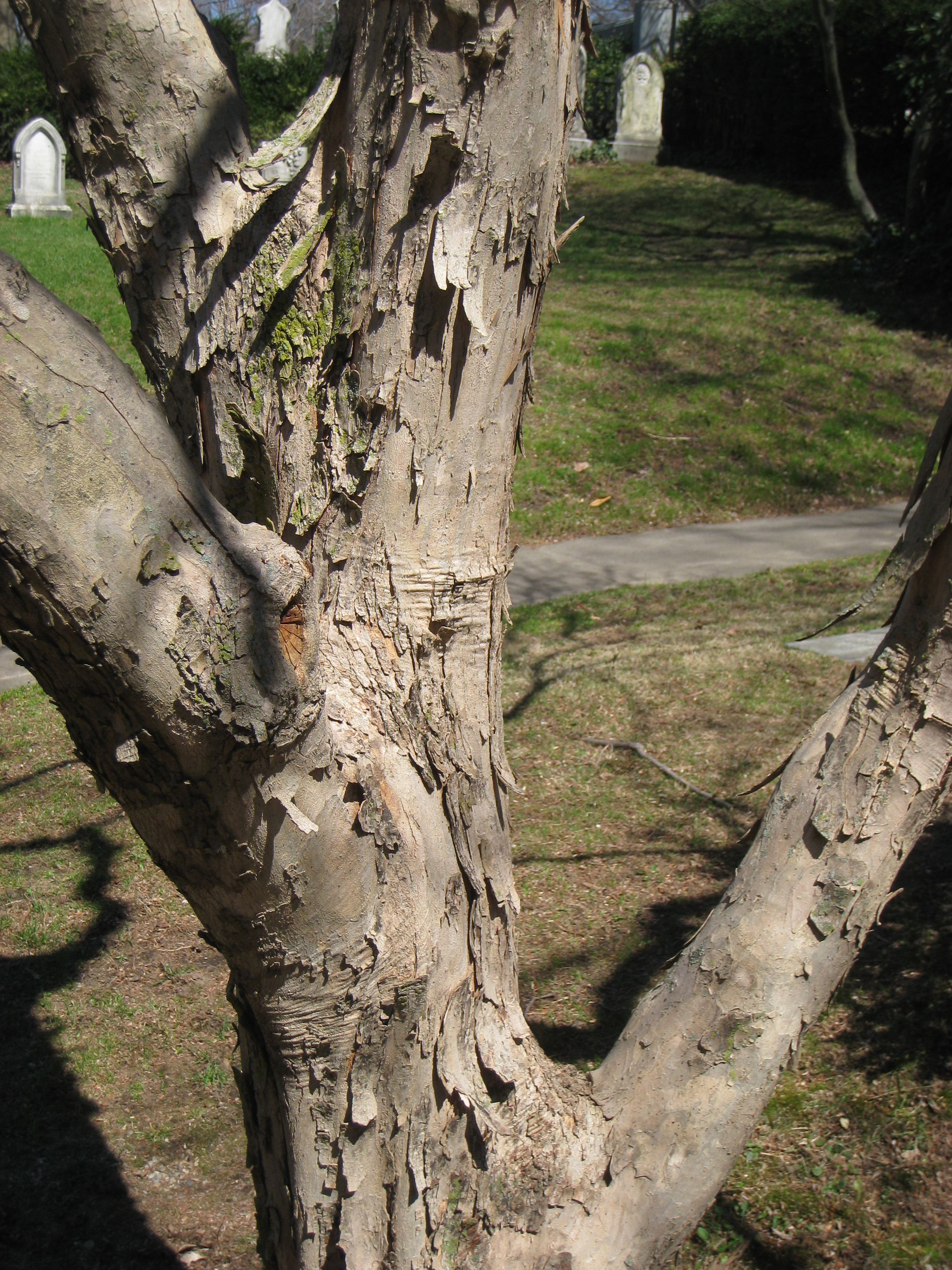
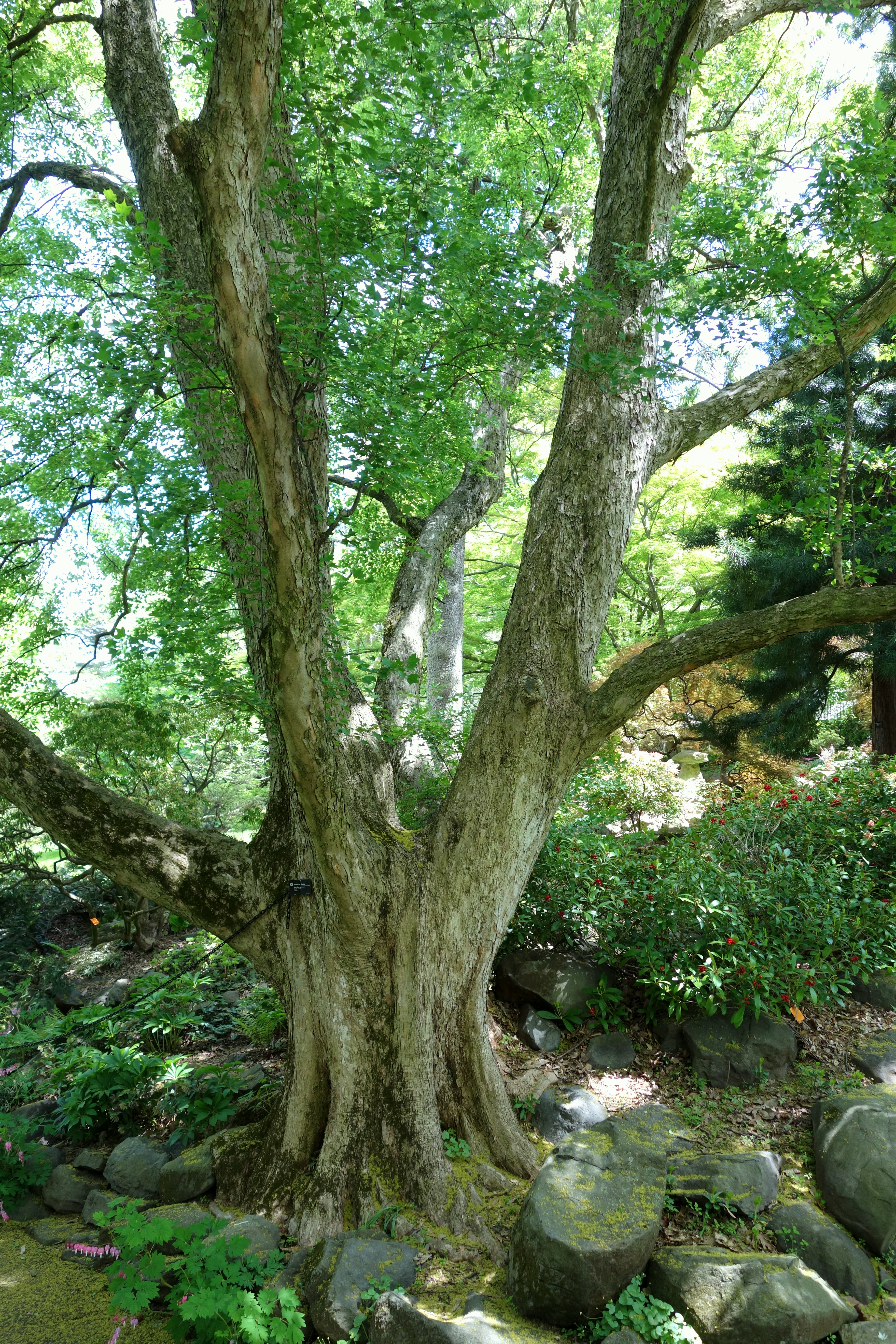